# George Warrington's Escape
Pour plus de détails, voir Fiche technique et Distribution.
George Warrington's Escape est un film muet américain réalisé par Hobart Bosworth et sorti en 1911.

## Fiche technique
- Titre : George Warrington's Escape
- Réalisation : Hobart Bosworth
- Scénario : Hobart Bosworth, d'après l'histoire de William Makepeace Thackeray
- Photographie :
- Montage :
- Producteur : William Selig
- Société de production : Selig Polyscope Company
- Société de distribution : General Film Company
- Pays d'origine :  États-Unis
- Langue : film muet avec les intertitres en anglais
- Métrage : 300 mètres
- Format : Noir et blanc — 35 mm — 1,33:1 — Muet
- Genre : Film dramatique
- Durée : 10 minutes
- Dates de sortie : 
  -  États-Unis : 14 décembre 1911

## Distribution
- Hobart Bosworth : George Warrington
- Roy Watson : Harry Warrington
- Jack Conway : Comte de Florac
- Leo Pierson : le duelliste français
- Bessie Eyton : La Biche
- Art Acord : le messager indien
- Viola Barry : la coquette québécoise
- Eugenie Besserer : Madame Esmond Warrington
- Jane Keckley : Mountain
- Betty Harte : Fanny Mountain
- Frank Richardson : Général Braddock
- Tom Santschi
- J. Barney Sherry